# Пунакха
Пуна́кха (дзонґ-ке སྤུ་ན་ཁ་) — місто в Бутані, адміністративний центр дзонгхагу Пунакха. Місто виникло навколо фортеці Пунакха-дзонг (переважно на протилежному боці річки), яка має велике культурно-історичне значення. Місто невелике, його можна обійти пішки.

## Історія
Дзонг Пунакха був побудований Шабдрунг Нгаванг Намґ'ялом в XVII столітті. До 1955 року Пунакха був столицею Бутану, а також зимовою резиденцією короля, а тепер залишається зимовою резиденцією Дже Кхемпо — голови бутанського буддизму, який з 300 ченцями в холодні зимові місяці переміщається в цей дзонг, що знаходиться у теплій кліматичній зоні. У дзонгу Пунакха розташовується адміністрація дзонгхагу Пунакха.

## Географія
Місто Пунакха розташоване на заході Бутану в місці злиття річок Пхо і Мо, які формують річку Санкош.

## Архітектурні пам'ятки
- Пунакха-Дзонг
- Монастир Пунакха-дзонг

## Релігія
Конфесія буддизм

## Консольний міст у селищі Пунакха
Консольний міст в Пунакха проходить через річку Мо-Чу, і забезпечує доступ в Пунакха-дзонг.
Міст в Пунакха був побудований з дерев'яних балок. Він знаходиться в оточенні двох веж, які стоять навпроти один одного.

## Транспорт
Через місто проходить дорога з Вангді-Пходрангу в сторону дзонгхагу Гаса. До аеропорту Паро приблизно 50 км. Зі столиці країни Тхімпху ходять автобуси і таксі.

## Будови
- Ликейзанг (стадіон)